# Bruno Weyer
Bruno Ludwig Adolph Weyer (* 10. Juli 1857 in Kiel; † 10. Dezember 1936 in Hamburg) war ein deutscher Marineoffizier und von 1900 bis 1933 Herausgeber des Taschenbuchs der Kriegsflotten (Weyers Flottentaschenbuch, bis 1944 Weyers Taschenbuch der Kriegsflotten).
Weyer war der Sohn des Mathematikers und Astronomen Georg Daniel Eduard Weyer.